# ويليام غرينوود
ويليام غرينوود (10 أبريل 1798 بإنجلترا في المملكة المتحدة - 9 يونيو 1872 في المملكة المتحدة)  (بالإنجليزية: William Greenwood)‏ هو لاعب كريكت بريطاني وبريطاني (وحمل سابقاً جنسية المملكة المتحدة لبريطانيا العظمى وأيرلندا ومملكة بريطانيا العظمى). لعب مع Hampshire county cricket teams ‏ ونادي مارليبون للكريكت ‏.